# Boniowice (Ukraina)
Boniowice (ukr. Боневичі) – wieś w rejonie samborskim (wcześniej w rejonie starosamborskim obwodu lwowskiego Ukrainy. Wieś liczy około 698 mieszkańców. Leży nad rzeką Wyrwą w pobliżu ujścia do niej Strwiąża. Podlega nowomiejskiej silskiej radzie.
Wieś prawa wołoskiego, położona była w pierwszej połowie XV wieku w ziemi przemyskiej województwa ruskiego. Wieś, położona w powiecie przemyskim, była własnością Samuela Konstantego Kazimierza Szczawińskiego, jej posesorem był Piotr Paweł Mniszek, została spustoszona w czasie najazdu tatarskiego w 1672 roku. W połowie XIX wieku właścicielami posiadłości tabularnej w Boniowicach byli spadkobiercy po Leonie Pawlikowskim. Pod koniec XIX wieku właścicielem dóbr w Boniowicach był Arnold br. Bees, a dzierżawcą dóbr w Boniowicach był Berisch Lwów.
Od 1872 przez miejscowość przebiega Pierwsza Węgiersko-Galicyjska Kolej Żelazna, z przystankiem Boniowice.
W 1921 Boniowice liczyły około 766 mieszkańców i leżały w ówczesnym powiecie dobromilskim. W okresie II Rzeczypospolitej w Boniowicach prowadziła gospodarstwo rolne inż. Halina Żurowska.

## Ważniejsze obiekty
- Cerkiew greckokatolicka